# Манерность
Мане́рность — своеобразное поведение, характеризующееся утрированием жестов, мимики, речи, позы, движений, отсутствием в них простоты и естественности, потому они кажутся искусственными и странными, глуповатыми, даже нелепыми.
Манерность наблюдается у лиц с расстройствами личности, особенно при истерическом расстройстве личности, а также при кататонической и гебефренической шизофрении. У лиц с шизоидным расстройством личности она является проявлением врождённого влечения к вычурности, таким образом шизоиды желают преодолеть застенчивость. При шизофрении манерность стереотипна, выхолощена и сочетается с вычурностью высказываний. Манерность встречается и у психически здоровых людей, обычно при плохом воспитании или при желании выделиться, привлечь внимание окружающих.